# Máy bay tiêm kích phản lực thế hệ thứ sáu
Máy bay tiêm kích phản lực thế hệ thứ sáu là một loại máy bay tiêm kích thế hệ mới đang được các cường quốc quân sự nghiên cứu chế tạo. Nó được dự đoán sẽ được đưa vào phục vụ trong Không lực Hoa Kỳ và Hải quân Hoa Kỳ trong khoảng năm 2025–2030. Năm 2020, máy bay Sukhoi Su-57 của Nga đã thực hiện chế độ bay không người lái trong quá trình thử nghiệm, đây là tiền đề cho sự ra đời máy bay tiêm kích thế hệ thứ sáu của Nga.

## Mỹ

Hình vẽ về mẫu thiết kế của Boeing về Máy bay chiếm ưu thế trên không thế hệ kế tiếp (Next Generation Air Dominance - trước đó mang tên là F/A-XX). Nó là mẫu máy bay tiêm kích phản lực thế hệ thứ sáu do Mỹ nghiên cứu.

Với sự xuất hiện của các mẫu máy bay tiêm kích phản lực thế hệ thứ năm như Chengdu J-20 của Trung Quốc và Sukhoi PAK FA của Nga-Ấn, những máy bay thế hệ 5 của Hoa Kỳ đã gặp phải những đối thủ cạnh tranh tiềm năng và vì vậy, việc phát triển các mẫu máy bay thế hệ 6 có thể là một nhu cầu cấp thiết đối với quân đội Hoa Kỳ.
Mang tên là "Máy bay chiến thuật thế hệ kế tiếp" (Next Generation Tactical Aircraft/Next Gen TACAIR),, loại máy bay này được Không lực Hoa Kỳ yêu cầu "tăng cường khả năng chiến đấu trong các mặt như tầm tác chiến, sức chịu đựng, khả năng sống sót, kết nối dữ liệu giữa các phương tiện tác chiến trong khu vực, khả năng nhận biết tình huống, hệ thống kết nối những người tác chiến và hiệu quả của vũ khí" vào ngày 4 tháng 10 năm 2010. "Hệ thống tương lai sẽ phải đối phó với các địch thủ được trang bị với thiết bị tấn công điện tử tiên tiến thế hệ mới, hệ thống phòng không được tích hợp một cách tinh vi, hệ thống dò tìm thụ động, vũ khí năng lượng có dẫn hướng, và khả năng tấn công tin học. Nó phải có khả năng được triển khai trong môi trường vùng cấm bay đầy hệ thống phòng không vốn sẽ xuất hiện trong khoảng năm 2030–2050."
Hãng Lockheed Martin đã kêu gọi xây dựng mẫu máy bay với tốc độ, tầm tác chiến, khả năng tàng hình cao hơn cũng như các cấu trúc có thể tự phục hồi khi bị tổn thương.
Hải quân Hoa Kỳ cũng có một chương trình tương tự mang tên Máy bay chiếm ưu thế trên không thế hệ kế tiếp (Next Generation Air Dominance).

## Nga
Tháng 8 năm 2013, Nga tuyên bố đang phát triển mẫu máy bay tiêm kích thế hệ sáu, dự kiến sẽ là máy bay tự động không cần phi công điều khiển.
Mikoyan MiG-41 là mẫu máy bay tiêm kích thế hệ sáu được phát triển bởi Mikoyan bắt đầu từ năm 2019, nguyên mẫu dự kiến sẽ ra mắt năm 2025. Ngoài ra, Sukhoi Su-75 Checkmate của tập đoàn Sukhoi là mẫu tiêm kích thế hệ thứ sáu đã được công bố tại triển lãm hàng không MAKS 2021. to enter service after 2027.